# Eduardo Noriega (1916. – 2007.)
Ovo je članak o meksičkom glumcu. Za španjolskog glumca, pogledajte "Eduardo Noriega".
Eduardo Noriega (25. rujna 1916. – 14. kolovoza 2007.) bio je meksički glumac koji se pojavio u više od 100 filmova. Glumio je i u telenovelama (Između ljubavi i mržnje).
Rođen je u Meksiku, a svoju je karijeru započeo 1941. 1945. se preselio u SAD. Dvaput se ženio. Nakon smrti je kremiran.